# Nova Odessa
Nova Odessa é um município brasileiro do estado de São Paulo. Sua população de acordo com o Censo 2022 (IBGE) era de 62 019 habitantes.

## História

### Origem
Nova Odessa surgiu onde se situava a sede da antiga Fazenda Pombal, de propriedade de Ângelo Gazzola. Em 1873 foi iniciado o trabalho de construção dos trilhos que ligariam Campinas a Rio Claro, atravessando essas terras. Só que durante trinta anos passaram os trens pelas terras do Pombal sem que houvesse uma parada no local.
Em 24 de maio de 1905 foi fundado por Carlos José de Arruda Botelho, então Secretário de Agricultura do estado de São Paulo, o Núcleo Colonial Nova Odessa, nas terras recém adquiridas da Fazenda Pombal, que deram origem a cidade.

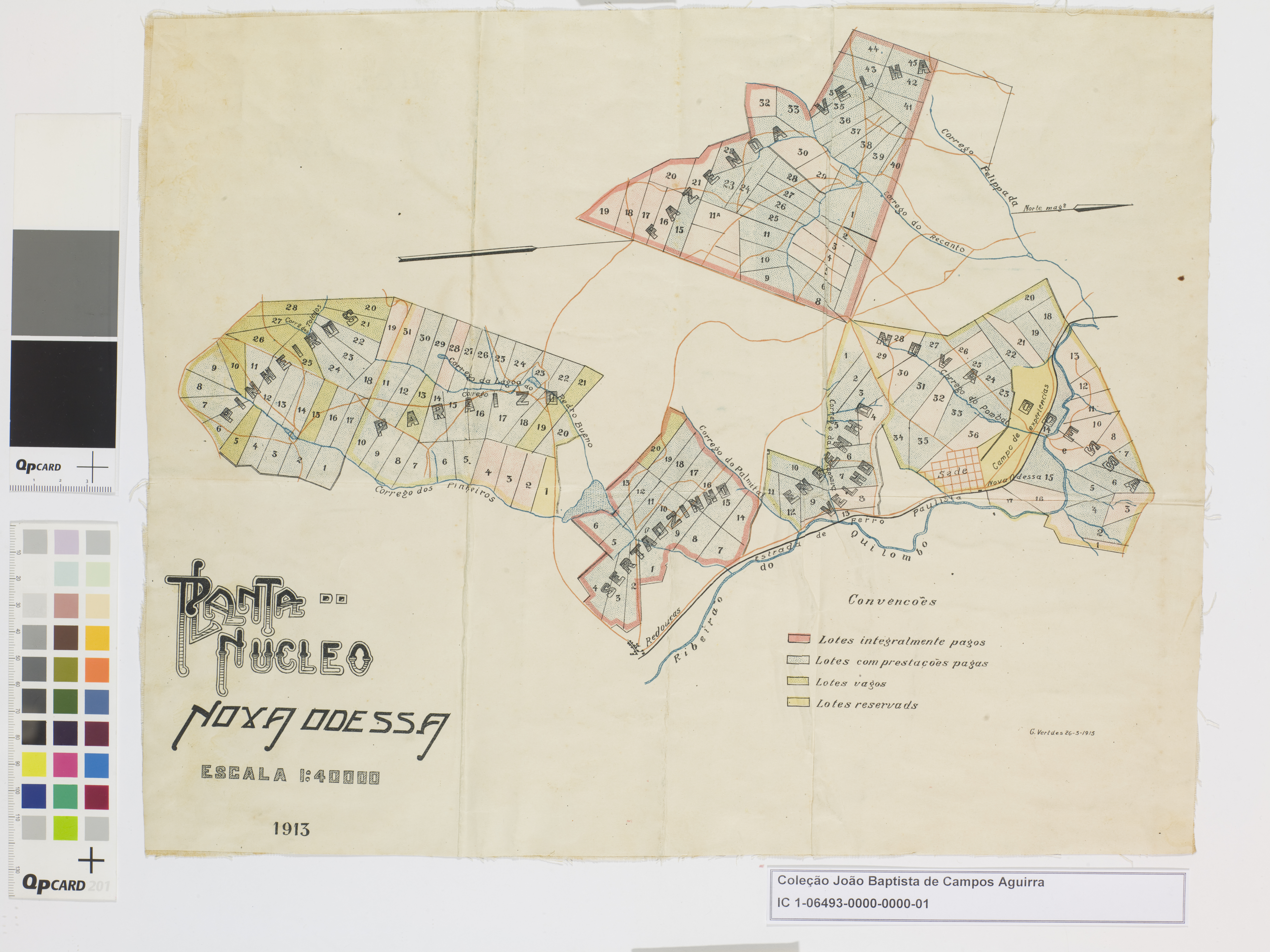
Planta do Núcleo Colonial.

Seu nome é devido a visita que o fundador fez à cidade de Odessa, na Ucrânia, de onde trouxe o estilo de suas ruas. As propriedades que originaram a formação do Núcleo Colonial foram, além da Fazenda Pombal, a Fazenda Velha, comprada poucos meses depois da primeira e o "Engenho Velho", da antiga Fazenda São Francisco.

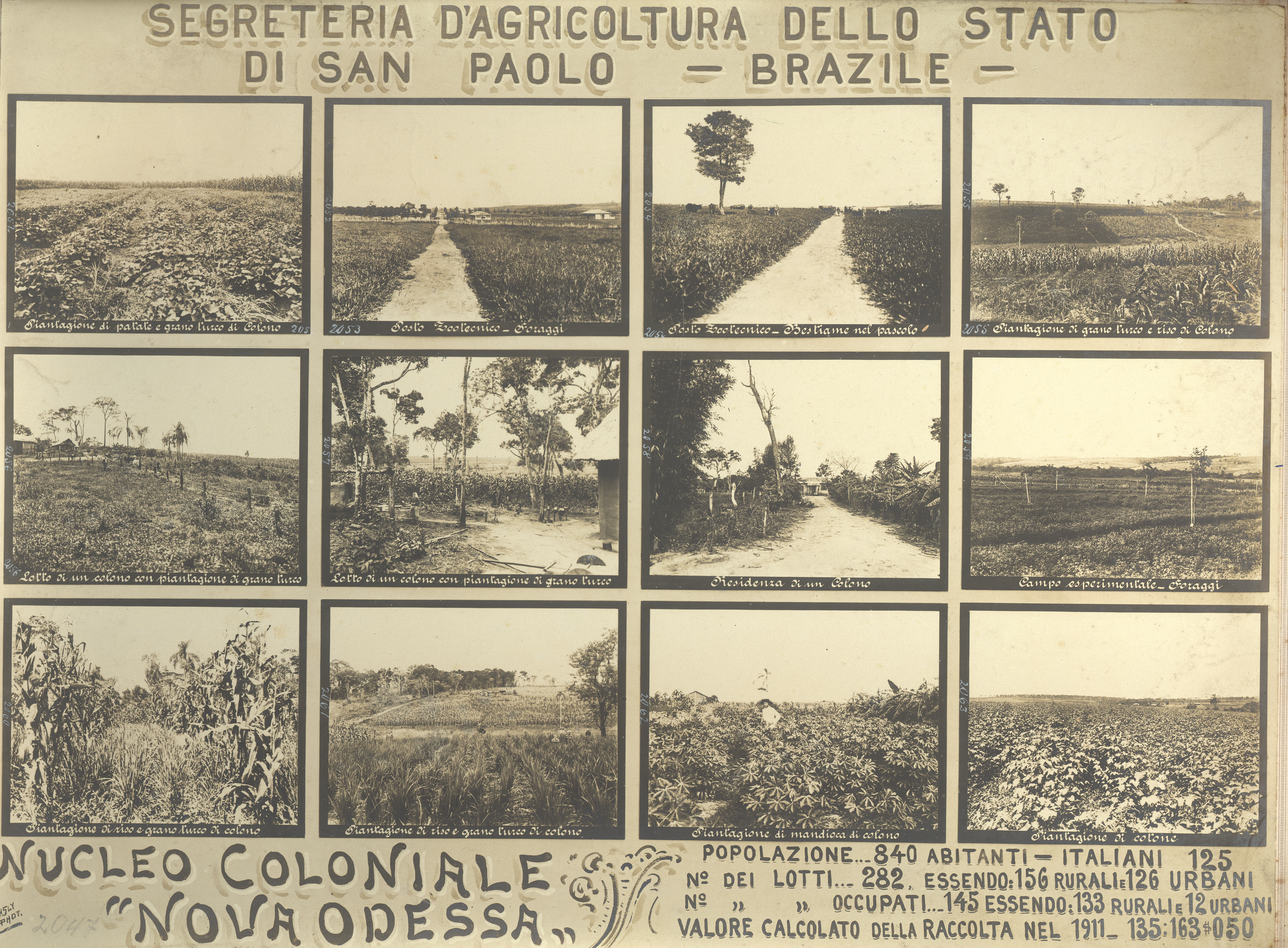
Aspectos do Núcleo Colonial (1906).

Outras propriedades foram compradas pelo governo, entre 1909 e 1911, para fazerem parte do núcleo colonial, cujas terras estão hoje no vizinho município de Sumaré. Eram as fazendas Pinheiro, Paraíso e Sertãozinho. Cada uma dessas fazendas passou a ser uma das seis seções do núcleo colonial.
O núcleo colonial no início era exclusivamente destinado para imigrantes russos. Assim os primeiros colonos eram imigrantes judeus ucranianos, mas como não se adaptaram, abandonaram o empreendimento. Mais tarde foram contatados colonos da Letônia, que ocuparam definitivamente as terras do núcleo colonial. Da Letônia e de colônias letas da Rússia vieram as primeiras 40 famílias. Posteriormente mais imigrantes continuaram a chegar tanto da Letônia como dos estados do sul do Brasil.

### Formação territorial-administrativa
1893 - Por ato do governo do estado é criado em 13/04/1893 o distrito policial de Vila Americana no município de Santa Bárbara e Comarca de Piracicaba, incluindo em seu território a Fazenda Pombal e a Fazenda Velha, terras estas que formam o atual município de Nova Odessa.
1904 - Após ser elevada a distrito de paz pela Lei nº 916 de 30/07/1904, Vila Americana passa a pertencer a Campinas, incluindo as fazendas Pombal e Velha.
1905 - Pelo Decreto Estadual nº 1.286 de 23/05/1905 é criado o Núcleo Colonial Nova Odessa em terras da Fazenda Pombal, no distrito de Vila Americana, incorporando posteriormente ao núcleo colonial outras propriedades, mas estas em território do distrito de Santa Cruz (atual 2º Subdistrito de Campinas). A sua sede (atual centro da cidade) pertencia ao distrito de Vila Americana.
1907 - Em 01/08/1907 é inaugurada a estação ferroviária da Companhia Paulista de Estradas de Ferro na sede do núcleo colonial.
1924 - Em virtude de deliberação da Câmara Municipal de Campinas, as vias públicas de Nova Odessa recebem denominação.
1925 - Com a criação do município de Vila Americana pela Lei Estadual nº 1.983 de 12/11/1924 o povoado de Nova Odessa passa a pertencer a esse município.
1935 - Pelo Decreto Estadual nº 7.471 de 13/12/1935 é criado o distrito policial de Nova Odessa, com sede no povoado de mesmo nome, em terras do município de Vila Americana.
1938 - Pelo Decreto Estadual n.º 9.775 de 30/11/1938 é criado o distrito de Nova Odessa com terras do distrito sede de Americana e com terras do distrito de Rebouças (atual Sumaré), que na época ainda pertencia a Campinas.

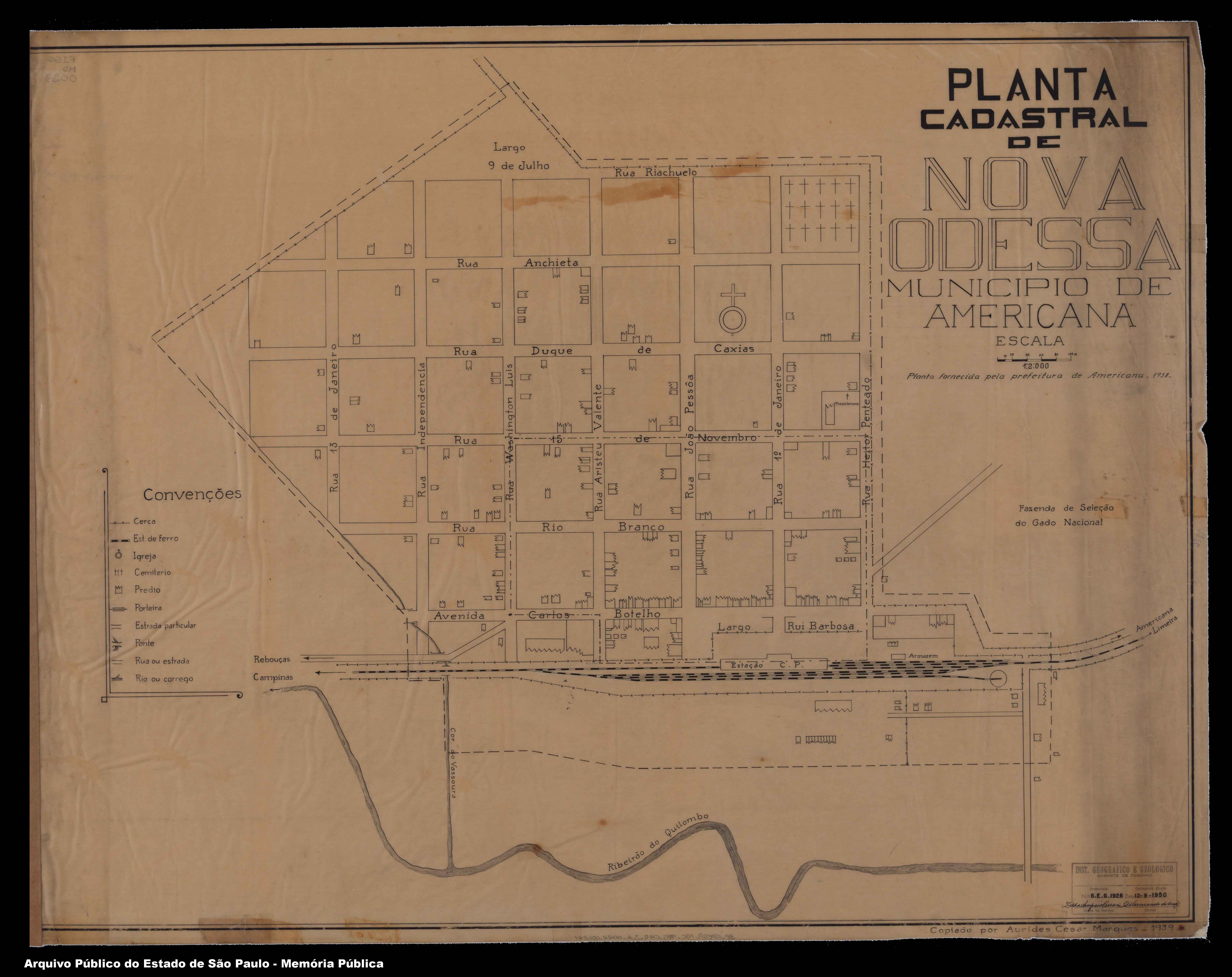
Planta de Nova Odessa (1939).

1960 - Pela Lei Estadual n.º 5.285 de 18/02/1959 o distrito de Nova Odessa é elevado à categoria de município, com território desmembrado do município de Americana, sendo instalado em 01/01/1960.
1964 - Pela Lei Estadual nº 8.092 de 28/02/1964 as divisas do município são alteradas, sendo transferido de Americana para Nova Odessa o território localizado entre a Represa Salto Grande e a Rodovia Anhanguera.
1981 - Pela Lei Estadual nº 3.198 de 23/12/1981 as suas divisas com Americana são modificadas, em decorrência de convênio para a permuta de áreas territoriais. Esta foi a última alteração territorial do município.

## Geografia
Localiza-se a uma latitude 22º 46' 40" sul e a uma longitude 47º 17' 45" oeste, estando a uma altitude de 570 metros. Possui uma área de 73,788 km².

### Hidrografia
Os principais cursos de água são:
- Represa do rio Atibaia;
- Ribeirão Quilombo, com 10 metros de largura (afluente do rio Piracicaba);
- Córregos: da Fazenda Foguete, da Fazenda Santo Ângelo, dos Lopes, São Francisco (divisa com Sumaré), Capuava, Palmital (divisa com Sumaré) e Recanto (divisa com Americana).

### Meio Ambiente
Conhecida como “O Paraíso do Verde”, Nova Odessa possui 15 árvores para cada habitante, e mais de 30 metros quadrados de área verde para cada morador - o dobro do recomendado pela ONU. A cidade também executa um amplo programa de substituição de árvores inadequadas para calçamento por mudas novas e adequadas, garantindo a arborização das ruas e avenidas.

### Relevo
O município está situado em terras onde o relevo é suavemente ondulado, com declividades fracas e encostas longas.
- Tipos de solos: latossolo vermelho escuro, orto argiloso e areno argiloso.

### Clima
Tem clima tropical de altitude e semiúmido, com inverno seco e vento sudeste.
Segundo dados do Centro Integrado de Informações Agrometeorológicas (CIIAGRO/SP), desde março de 2000 a menor temperatura registrada em Nova Odessa foi de −0,1 °C em 13 de junho de 2016 e a maior alcançou 41,2 °C em 8 de outubro de 2020. O maior acumulado de chuva em 24 horas atingiu 117 mm em 25 de maio de 2005.
| Dados climatológicos para Nova Odessa | Dados climatológicos para Nova Odessa | Dados climatológicos para Nova Odessa | Dados climatológicos para Nova Odessa | Dados climatológicos para Nova Odessa | Dados climatológicos para Nova Odessa | Dados climatológicos para Nova Odessa | Dados climatológicos para Nova Odessa | Dados climatológicos para Nova Odessa | Dados climatológicos para Nova Odessa | Dados climatológicos para Nova Odessa | Dados climatológicos para Nova Odessa | Dados climatológicos para Nova Odessa | Dados climatológicos para Nova Odessa |
| Mês | Jan                                   | Fev                                   | Mar                                   | Abr                                   | Mai                                   | Jun                                   | Jul                                   | Ago                                   | Set                                   | Out                                   | Nov                                   | Dez                                   | Ano                                   |
| --- | ------------------------------------- | ------------------------------------- | ------------------------------------- | ------------------------------------- | ------------------------------------- | ------------------------------------- | ------------------------------------- | ------------------------------------- | ------------------------------------- | ------------------------------------- | ------------------------------------- | ------------------------------------- | ------------------------------------- |
| Temperatura máxima recorde (°C) | 38,4                                  | 37,8                                  | 37,5                                  | 37                                    | 38,6                                  | 37                                    | 37                                    | 35,4                                  | 39,1                                  | 41,2                                  | 39,8                                  | 38,6                                  | 41,2                                  |
| Temperatura máxima média (°C) | 31,1                                  | 31,7                                  | 31,2                                  | 30,1                                  | 26,9                                  | 26,7                                  | 26,6                                  | 28,2                                  | 29,8                                  | 31,1                                  | 30,6                                  | 31,2                                  | 29,6                                  |
| Temperatura média (°C) | 25,2                                  | 25,5                                  | 24,8                                  | 23,1                                  | 19,6                                  | 18,8                                  | 18,2                                  | 19,6                                  | 22                                    | 24,1                                  | 24,2                                  | 25,1                                  | 22,5                                  |
| Temperatura mínima média (°C) | 19,4                                  | 19,3                                  | 18,5                                  | 16,2                                  | 12,2                                  | 10,8                                  | 9,9                                   | 11                                    | 14,2                                  | 17                                    | 17,8                                  | 19                                    | 15,4                                  |
| Temperatura mínima recorde (°C) | 11,9                                  | 13,8                                  | 11,8                                  | 8,7                                   | 2,6                                   | −0,1                                  | 0,1                                   | 2,5                                   | 2,8                                   | 8,2                                   | 8                                     | 11,5                                  | −0,1                                  |
| Precipitação (mm) | 233,8                                 | 130,4                                 | 138,4                                 | 56,8                                  | 55,2                                  | 42,5                                  | 36,5                                  | 30,5                                  | 46,4                                  | 98,2                                  | 128,6                                 | 191                                   | 1 188,3                               |
| Fonte: CIIAGRO/SP – Centro Integrado de Informações Agrometeorológicas (climatologia: 2000-2020; recordes de temperatura: 24/03/2000-presente) |                                       |                                       |                                       |                                       |                                       |                                       |                                       |                                       |                                       |                                       |                                       |                                       |                                       |

## Demografia

### Dados demográficos
Dados do Censo - 2010
População total: 51 278
- Urbana: 41.110
- Rural: 961
  - Homens: 20.867
  - Mulheres: 21.204

Densidade demográfica (hab./km²): 573,96
Mortalidade infantil até 1 ano (por mil): 9,76
Expectativa de vida (anos): 74,87
Taxa de fecundidade (filhos por mulher): 2,16
Taxa de alfabetização: 94,41%
Índice de Desenvolvimento Humano (IDH-M): 0,826
- IDH-M Renda: 0,746
- IDH-M Longevidade: 0,831
- IDH-M Educação: 0,901

(Fonte: IPEADATA)

## Política e administração

### Governo
- Prefeito:  Cláudio José Schooder - "Leitinho" (PSD) - (2025/2028)[29]
- Vice-prefeito: Alessandro Miranda - "Mineirinho" (PSD)  - (2025/2028)[29]
- Presidente da câmara: Oséias Domingos Jorge (PSD) - (2025/2026)[29]

### Subdivisões
O município atualmente é dividido em 17 Regiões Administrativas (RA), oficializadas pela Lei Municipal nº 2.355 de 14 de outubro de 2009, sendo a cidade formada por cerca de 90 bairros.

## Economia

Exportações de Nova Odessa (2020).

Setor produtivo de Nova Odessa (ano-base 2007):
- 212 indústrias
- 45 indústrias prestadoras de serviços
- 502 estabelecimentos comerciais
- 215 comércios prestadores de serviços

Para a capacitação da mão-de-obra, além dos cursos técnicos da parceria com o Centro Paula Souza, foi reinaugurado o Centro de Treinamento e Valorização Profissional, responsável pela formação de centenas de profissionais, e foi criado o Banco Municipal de Empregos na Internet, além do Banco do Povo, inaugurado em 2005.

## Infraestrutura

### Educação, ciência e tecnologia

#### Instituto de Zootecnia

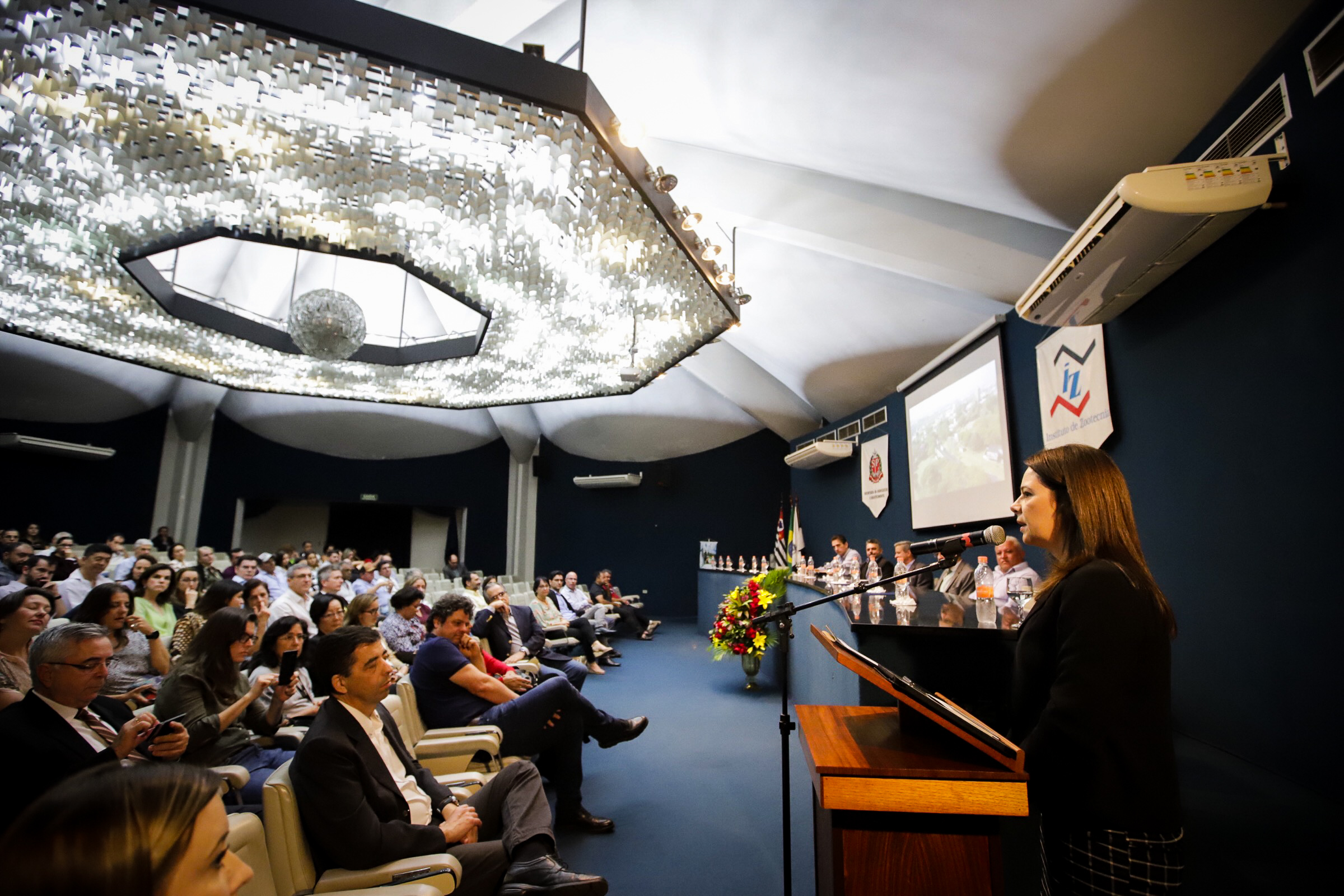
Solenidade dos 114 anos do Instituto de Zootecnia, com inauguração do laboratório de Forragicultura.

O Instituto de Zootecnia (IZ), da Agência Paulista de Tecnologia dos Agronegócios (APTA), órgão da Secretaria de Agricultura e Abastecimento do Estado de São Paulo, é uma instituição pública de pesquisa científica do estado de São Paulo.
Foi criado em 15 de julho de 1905 na capital paulista, onde permaneceu até 1975, quando foi transferido para Nova Odessa, atendendo aos anseios da comunidade rural local. Porém, desde 1909, o IZ já realizava as primeiras seleções de gado da raça Caracu, na chamada “Fazenda de Seleção do Gado Nacional da Raça Caracu”, também em Nova Odessa.

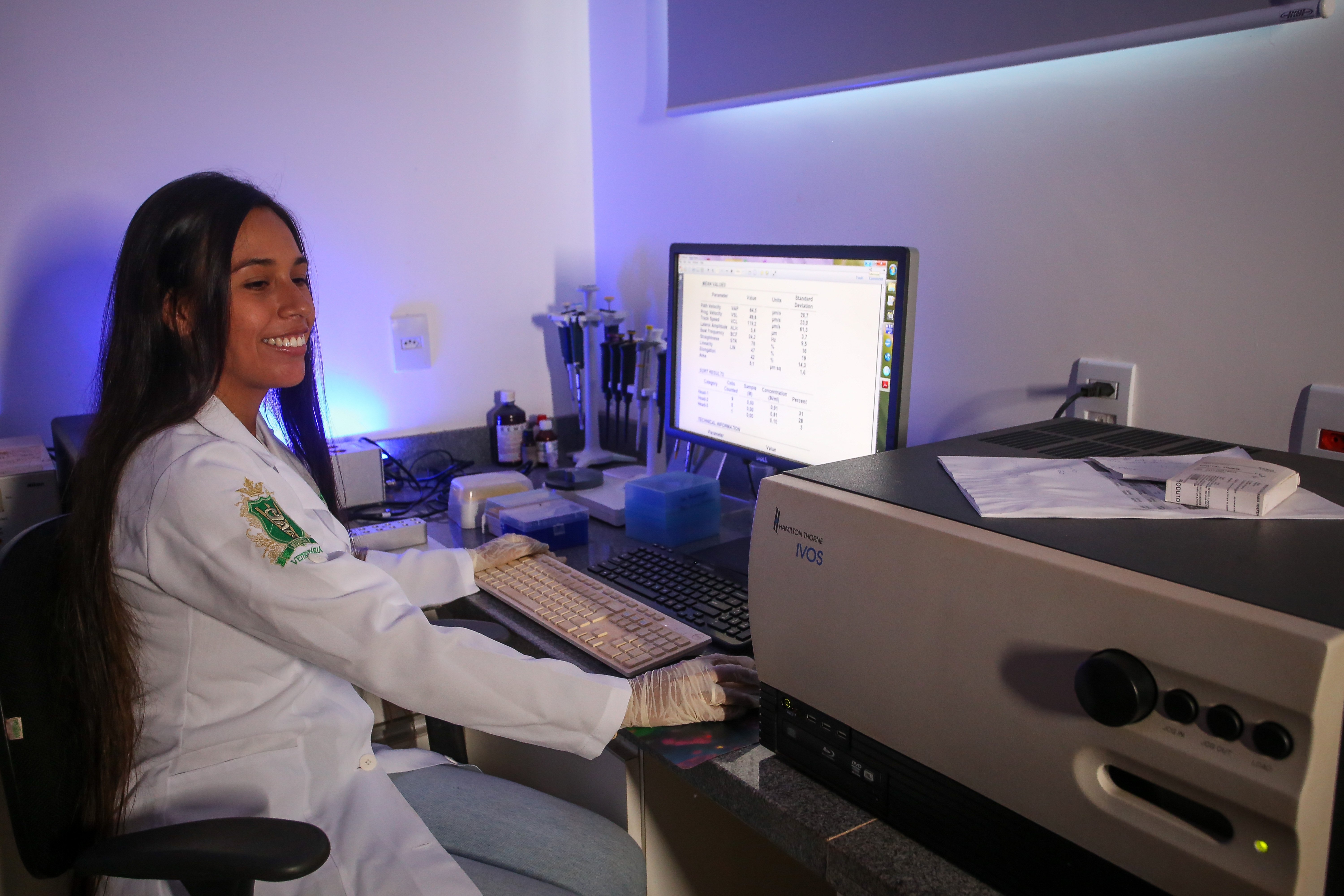
Laboratório do Centro Bovinos de Corte.

O Instituto é pioneiro na pesquisa científica mundial com a raça Nelore, sendo que, há mais de meio século, tem papel fundamental no desenvolvimento da pecuária de corte, ao indicar pontos estratégicos e fornecer material genético para o melhoramento de animais das raças zebuínas.
Além disso destaca-se pela geração de uma série de benefícios ao meio científico, técnico e aos pecuaristas, com pesquisa e desenvolvimento de tecnologias, e serviços à disposição do agronegócio paulista. Também desenvolve projetos de pesquisa que, além do estado de São Paulo, são de grande relevância ao país, pois grande parte do material genético de animais e plantas forrageiras utilizadas nacionalmente, são resultados das pesquisas realizadas no IZ, com projetos reconhecidos mundialmente.

#### Ensino técnico

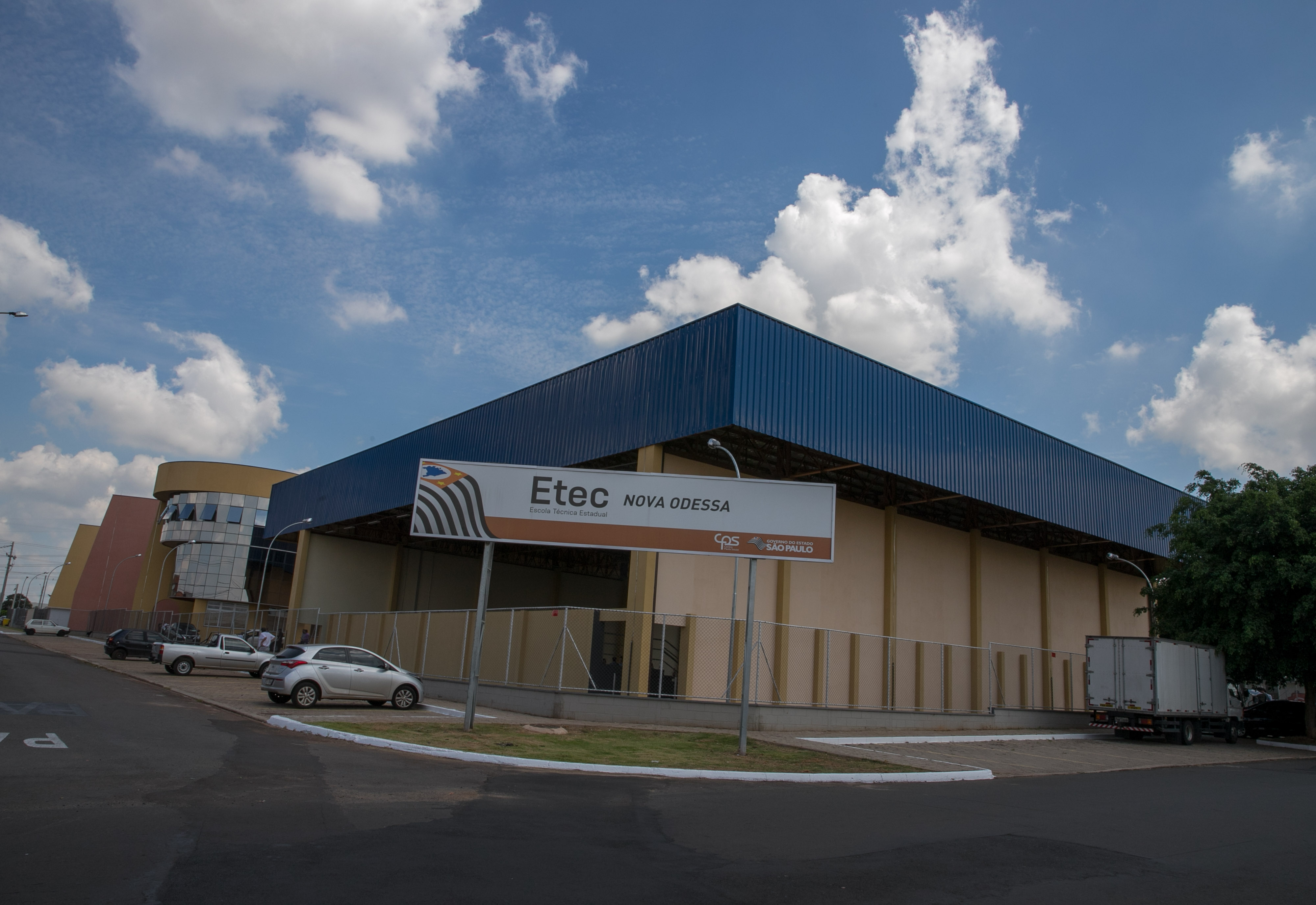
ETEC de Nova Odessa.

- ETEC "Ferrúcio Humberto Gazzetta".[33]

### Saúde
Nova Odessa conta com o Hospital e Maternidade Municipal e com o Ambulatório de Especialidades, este transformado em um grande centro médico.
A cidade ainda conta com 4 Unidades Básicas de Saúde, a Farmácia Central e as Vigilâncias em Saúde, atendendo todas as regiões da cidade.

### Saneamento
O saneamento básico de Nova Odessa está sob responsabilidade da Companhia de Desenvolvimento de Nova Odessa (Coden).

### Comunicações
O sistema de telefones automáticos foi inaugurado na cidade em 1978 pela Telecomunicações de São Paulo (TELESP), que também implantou o sistema de discagem direta à distância (DDD) em 1979 com o código de área (0194).
Na década de 90 o código DDD da cidade foi alterado para (019), para padronização do sistema telefônico com a telefonia celular que estava sendo implantada em todo o estado.

### Transportes

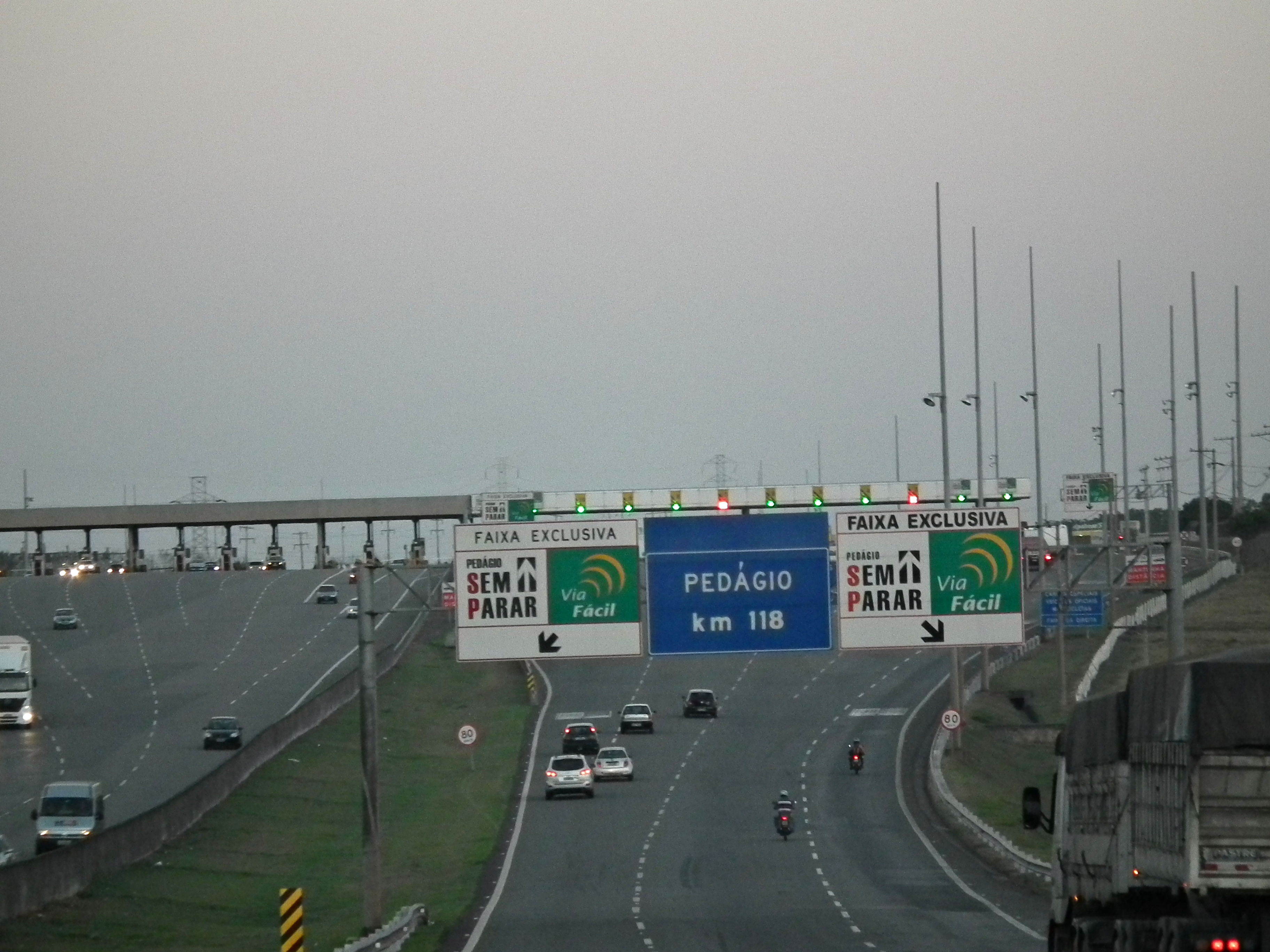
Pedágio de Nova Odessa no km 118 da Rodovia Anhanguera (SP-330).

#### Rodovias
- Rodovia Anhanguera (SP-330);
- Rodovia Astrônomo Jean Nicolini (SPA 127/304)[37] que liga Nova Odessa a Americana e a Rodovia Luiz de Queiroz (SP-304);
- Avenida Ampélio Gazzetta em Nova Odessa ligando a Sumaré com a Avenida Rebouças;
- Via Expressa que liga Nova Odessa a Sumaré;
- Estrada Vicinal Rodolfo Kivitz que liga Nova Odessa a Santa Bárbara d'Oeste;
- Estrada Júlio Mauerberg que liga Nova Odessa com a Rodovia Anhanguera (SP-330) no km 119;

#### Ferrovias
- Linha-Tronco da antiga Companhia Paulista de Estradas de Ferro que liga Nova Odessa às cidades de Jundiaí, Campinas e Colômbia (atualmente para cargas);[38]
- Ramal de Piracicaba da antiga Companhia Paulista de Estradas de Ferro que liga Nova Odessa às cidades de Santa Bárbara d'Oeste e Piracicaba (atualmente desativada).

## Cultura e lazer

### Parque Ecológico Isidoro Bordon

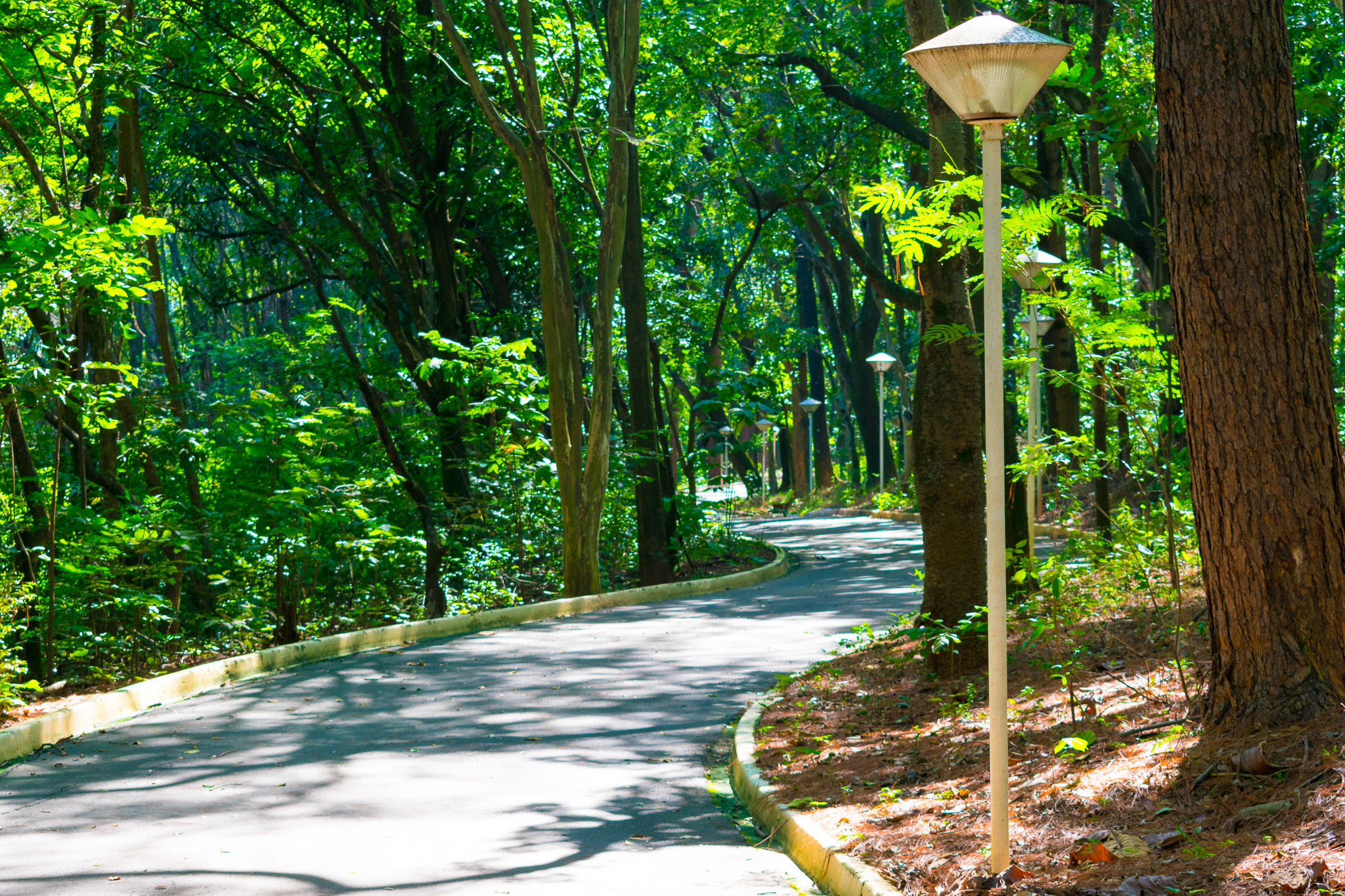
Parque Ecológico Isidoro Bordon.

O Parque Ecológico Isidoro Bordon ou Zoológico Municipal foi inaugurado em 2004. O parque possui 30 mil metros quadrados de área verde e programas para ajudar na reprodução de espécies ameaçadas.
Possui um lago com cerca de 16 mil metros quadrados, além de quatro ilhas para primatas, duas de aves migratórias, além de outras espécies que incluem mamíferos, répteis e aves, somando um total de 160 animais.
Na infraestrutura o visitante encontra ainda um calçadão para caminhada e uma miniacademia. O Parque Ecológico Isidoro Bordon conquistou em 2006 o título de Zoológico Municipal concedido pelo Ibama, e é um dos principais pontos de lazer e turismo da região.

### Jardim Botânico Plantarum

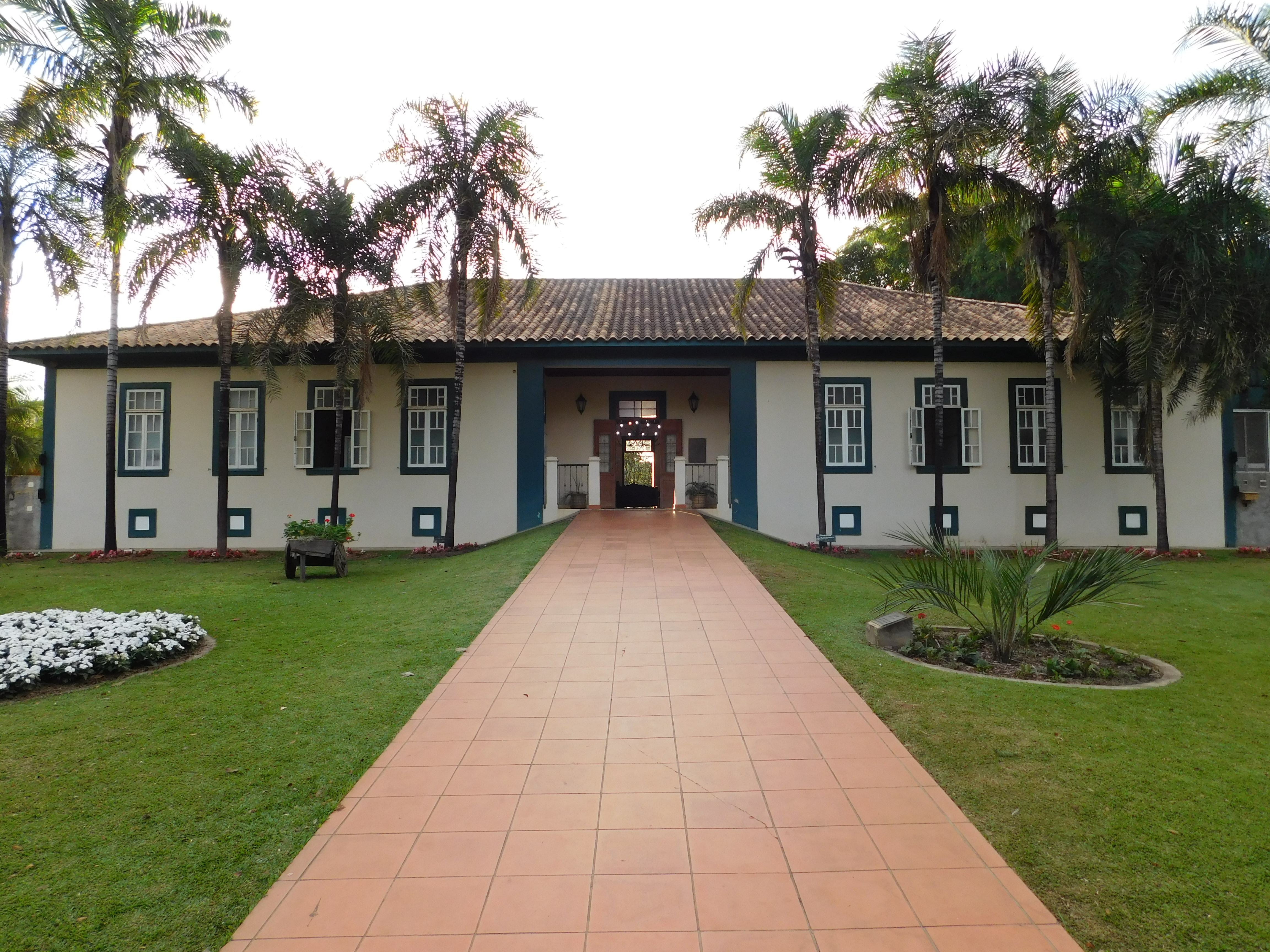
Sede do Instituto.

O Jardim Botânico Plantarum é um centro de referência em pesquisa e conservação da flora brasileira. Foi idealizado a partir de 1990, por iniciativa do engenheiro agrônomo e botânico brasileiro Harri Lorenzi.
Com objetivo de contribuir para a conservação da flora brasileira, o pesquisador percorreu por mais de 40 anos a maior parte dos ecossistemas do Brasil em expedições científicas, destinadas ao levantamento, catalogação e coleta de plantas nativas, principalmente com potencial econômico e ameaçadas de extinção. Como resultado sentiu-se motivado a apresentar ao público o acervo botânico vivo, fruto de suas pesquisas.

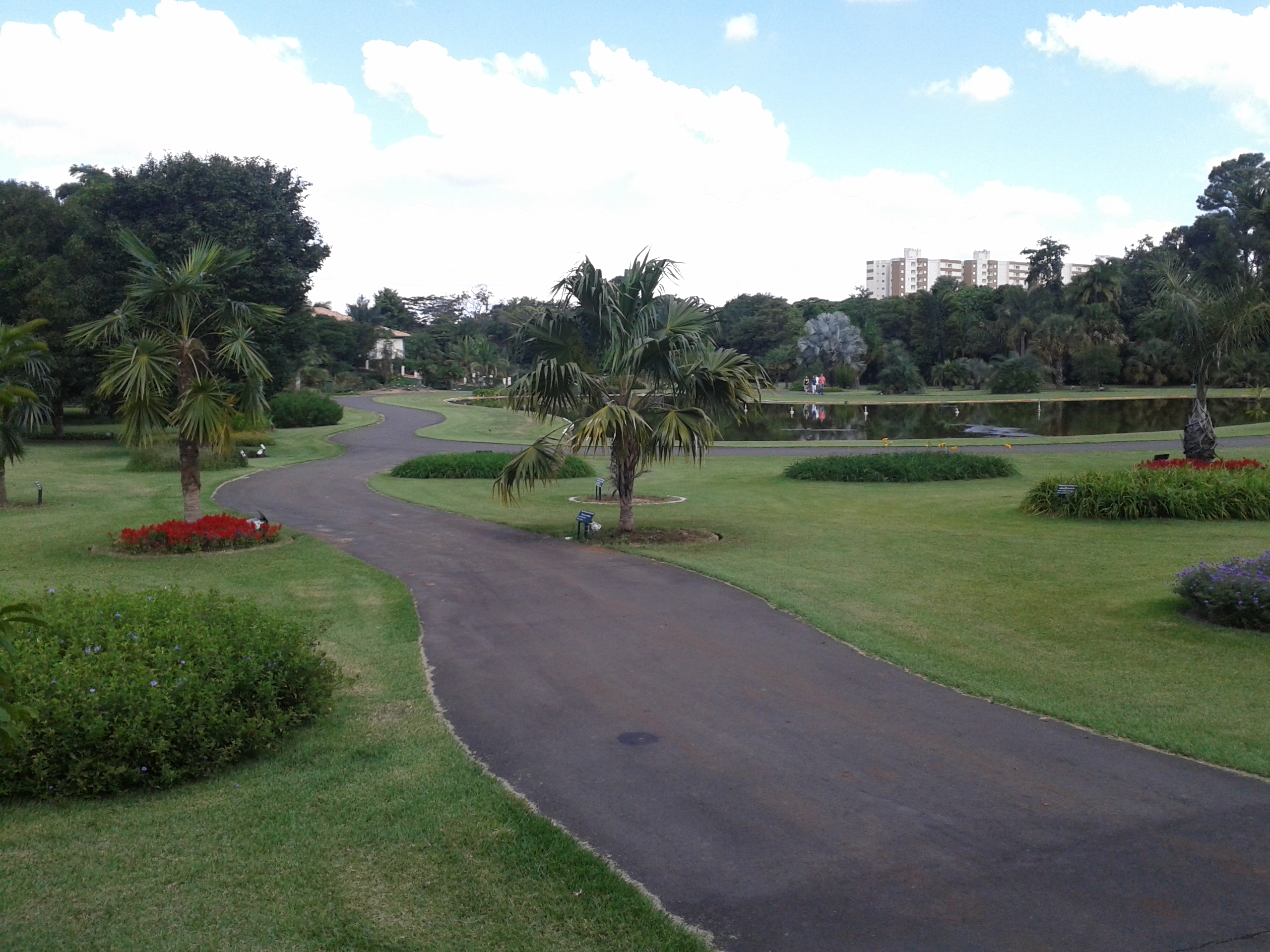
Vista do Jardim Botânico.

Em 12 de agosto de 1998 o Instituto Plantarum adquiriu para sua futura sede e para abrigar sua coleção viva de plantas uma área de cerca de 9 hectares na cidade. O terreno passou então a receber tratamento paisagístico e ambiental, sendo estruturado para o desenvolvimento das pesquisas científicas e para o cultivo sistemático das coleções botânicas em formação.
Em 2007 foi fundado o Jardim Botânico no local. Em setembro de 2011 foi reconhecido pela Comissão Nacional de Jardins Botânicos do Ministério do Meio Ambiente como "Jardim Botânico", sendo aberto ao público em novembro de 2011. Em 06 de julho de 2015 o Jardim Botânico Plantarum foi qualificado pelo Ministério da Justiça como "Organização da Sociedade Civil de Interesse Público (OSCIP)", com os objetivos principais de estudo e conservação da biodiversidade vegetal brasileira e do meio ambiente, através de ações educacionais e de pesquisa.

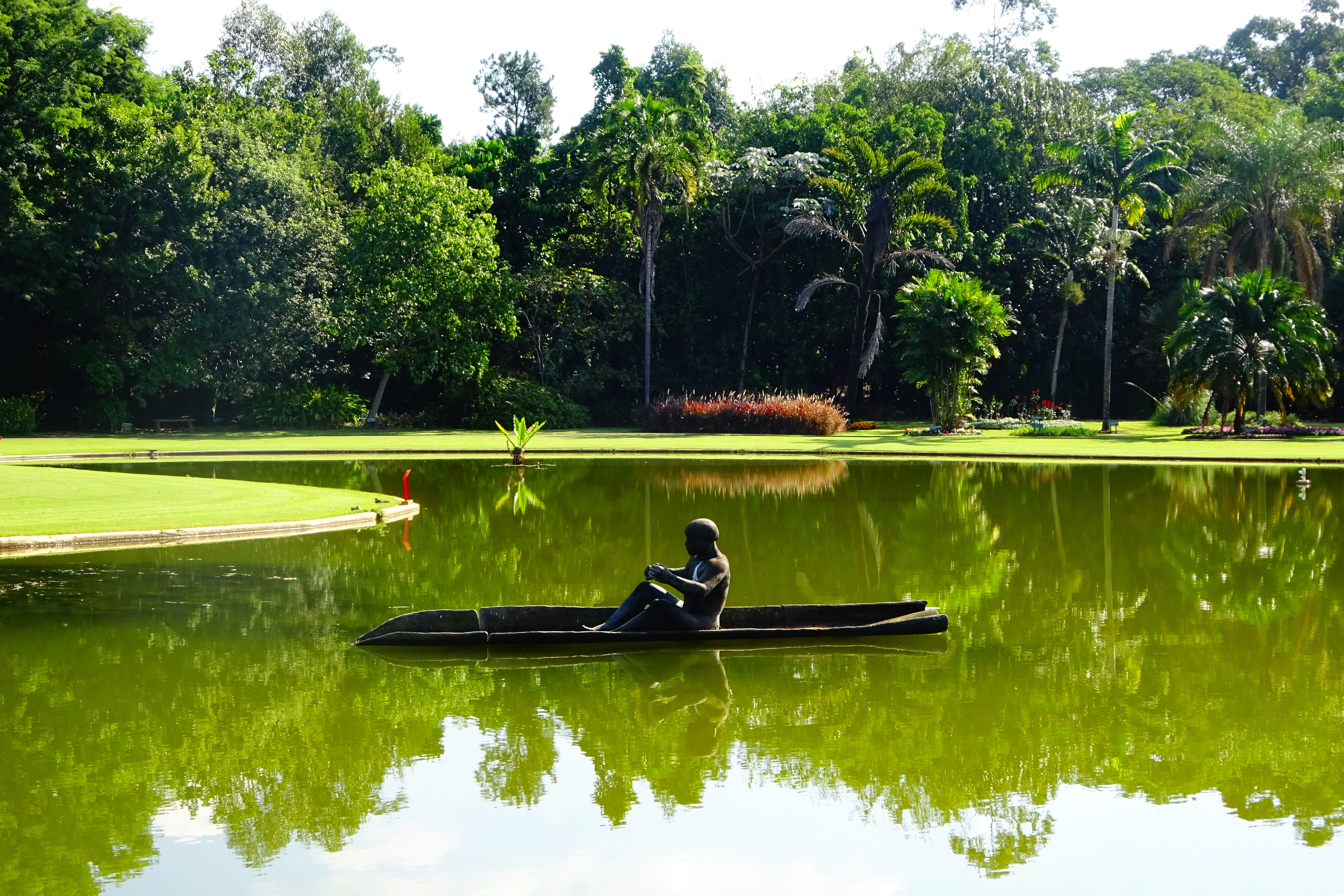
Lago principal.

No local são desenvolvidos diversos projetos, como conservação de espécies de plantas ameaçadas, intercâmbio científico com outros jardins botânicos e Instituições nacionais e internacionais, publicação de artigos científicos, apoio técnico a entidades congêneres e educação ambiental para crianças, jovens e adultos. Atualmente o acervo botânico vivo é constituído por mais de 6000 espécies vegetais, representando os principais grupos botânicos da flora nativa do Brasil.

### Outros locais
- Centro de Cultura Herman Jankovitz
- Igreja Matriz Nossa Senhora das Dores
- 1ª Igreja Batista, na histórica região da Fazenda Velha

### Eventos
Os diversos eventos culturais da cidade incluem: o Projeto Nas Alturas, o Fest Rock, o Sábado Mania, o Nova Folia, a Paixão de Cristo e a tradicional Festa das Nações.
A cidade conta ainda com a Banda Municipal Professor Gunars Tiss, o Coral Cidade de Nova Odessa, o Grupo Municipal de Dança e a Orquestra de Violas Paraíso do Verde, além de exposições mensais no Centro Cultural Herman Jankovitz.

## Religião
O Cristianismo se faz presente na cidade da seguinte forma:

### Igreja Católica
- A igreja faz parte da Diocese de Limeira.[42]

### Igrejas Evangélicas
Entre as igrejas protestantes históricas, pentecostais e neopentecostais, encontram-se na cidade:
- Primeira Igreja Batista em Nova Odessa - A PIB em Nova Odessa foi organizada em 26 de dezembro de 1906, com 50 membros de origem leta, vindos de uma colônia de emigrados da Letônia no estado de Santa Catarina. É conhecida também como a Igreja Batista da "Fazenda Velha", bairro na zona rural onde foi construído o templo em 1918. Além dela a cidade conta com a Igreja Batista Central de Nova Odessa (IBCNO).[44]
- Assembleia de Deus Ministério do Belém.[45][46]
- Congregação Cristã no Brasil.[47]